# 張守約 (嘉靖丙戌湖廣進士)
張守約（？年—？年），字彦博，湖廣岳州府華容縣人，明朝政治人物。

## 生平
嘉靖五年（1526年）丙戌科第三甲第81名進士。歷任石門縣知縣，改華陽縣，十三年任浙江嘉興府崇德縣知縣，遷南京大理寺評事，嘉靖二十年（1541年）升淮安府知府。張守約以節儉著稱，家奴忍無可忍，將其殺害。。